# Adlerknochenpfeife
Die Adlerknochenpfeife war eine Signal- und Zeremonialpfeife der nordamerikanischen Plains- und Prärie-Indianer. 
Gefertigt wurde dieses Instrument aus dem oberen Teil der Flügelknochen von Adlern. Um das Kriegsglück zu beschwören, wurde diese Pfeife vor Beginn der Kämpfe geblasen. Die Krieger sollten dadurch Mut gewinnen, während das Blasen der Pfeife den Feinden Furcht einflößen sollte. Während der Kampfhandlungen diente diese Pfeife auch als Signal. 